# Bourse des valeurs de Nairobi
Pour les articles homonymes, voir NSE.
La Bourse des valeurs de Nairobi, (en anglais: Nairobi Securities Exchange NSE) créée en 1954 sous le nom de Bourse de Nairobi, elle était basée à Nairobi, capitale du Kenya. Il s'agissait d'une association volontaire de courtiers en valeurs mobilières de la Communauté européenne, enregistrée en vertu de la loi sur les sociétés au Kenya britannique. La bourse comptait 66 sociétés cotées en février 2021.

## Histoire

### Fondation de la Bourse de Nairobi (1954-1999)
Une bourse fut créée en 1922 à l'Exchange Bar de l'hôtel Stanley à Nairobi. Cependant, le marché n'était pas formel, car il n'existait aucune réglementation régissant les activités de courtage. Les transactions se déroulaient sur la base d'un « accord de gentleman ». Des commissions standard étaient facturées, les clients étant tenus d'honorer leurs engagements contractuels de livraison et de règlement des frais afférents. À cette époque, le courtage en bourse était une activité secondaire exercée par des comptables, des commissaires-priseurs, des agents immobiliers et des avocats qui se réunissaient pour échanger des prix autour d'un café. Ces cabinets étant spécialisés dans d'autres domaines, la nécessité d'une association ne se faisait pas sentir.
En 1996, la plus importante émission d'actions de l'histoire de la NSE a eu lieu avec la privatisation de Kenya Airways. Après avoir vendu 26 % de ses parts à KLM, le gouvernement kenyan a proposé au public 235 423 896 actions (51 % des actions entièrement libérées et émises, d'une valeur de 0,5 shilling kényan chacune) au prix de 11,25 shillings kényans par action. Plus de 110 000 actionnaires ont pris une participation dans la compagnie aérienne et le gouvernement kenyan a réduit sa participation de 74 % à 23 %. L'équipe de privatisation de Kenya Airways a reçu le Prix d'excellence de la Banque mondiale pour 1996, récompensant son exemple de réussite en matière de cession d'entreprises publiques.

### Expansion (2000–2011)
La NSE a mis en œuvre un nouveau cycle de négociation (T+5) en août 2000. La loi sur le système de dépôt central (CDS) et la loi CMA modifiée couvrant les organismes de placement collectif (OPC) ont été adoptées par le parlement et confirmées par le président, ouvrant la voie à la mise en œuvre complète du CDS et à l'introduction d'organismes de placement collectif sur le marché kenyan. Suite à un accord de partenariat avec l'Association of National Numbering Agencies (ANNA), l'agence mondiale de numérotation des valeurs mobilières, en septembre 2000, la NSE a été nommée agence nationale de numérotation (NNA) pour le Kenya, la rendant responsable de l'émission de l'ISIN pour les titres financiers émis sous la juridiction kenyane conformément aux directives ISO 6166 de l'ANNA. En octobre 2000, la NSE est devenue membre de l'ANNA.

### Bourse de Nairobi (2011– à ce jour)
En juillet 2011, la Nairobi Stock Exchange Limited a changé de nom pour devenir la Nairobi Securities Exchange Limited.
La NSE est devenue membre de la Division des services d'information financière (FISD) de la Software and Information Industry Association (SIIA) en mars 2012. En mai 2013, la NSE a déménagé à la Bourse, 55 Westlands Road, Westlands, Nairobi. Le 27 juin 2014, la Capital Markets Authority a confirmé la cotation des actions NSE par le biais d'une introduction en bourse et a ensuite auto-coté ses actions sur le segment principal du marché d'investissement. L'introduction en bourse s'étant déroulée du 24 juillet 2014 au 12 août 2014, la cotation a fait de la NSE et de la Bourse de Johannesbourg les seules bourses auto-cotées en Afrique. Les actions NSE ont commencé à être négociées sur le segment principal du marché d'investissement de la bourse le 9 septembre 2014.
La NSE a ajouté deux nouvelles sociétés cotées en novembre 2014: Flame Tree Group, une société de biens de grande consommation, et Kurwitu Ventures, une société d'investissement conforme à la charia. Toutes deux ont été cotées sur le segment de marché des entreprises de croissance par introduction. Le 11 février 2015, CMC Holdings, premier importateur de véhicules et plus grand constructeur automobile du Kenya, a été radiée de la NSE suite à son rachat par le groupe Al-Futtaim, basé aux Émirats arabes unis. En mars 2015, la NSE a officiellement rejoint l'initiative des Nations Unies pour des bourses durables (SSE), s'engageant ainsi volontairement à informer ses parties prenantes de l'importance de l'intégration du développement durable dans ses marchés financiers.
En février 2021, la bourse comptait 66 sociétés cotées. Le PDG de la bourse, Geoffrey Odundo, a déclaré à la presse en avril 2022 que NSE.NR cherchait à acquérir des participations dans d'autres bourses en Afrique. À l'époque, elle était la cinquième plus grande bourse d'Afrique en termes de capitalisation boursière et détenait 5,9 % de la Bourse de Dar es Salaam en Tanzanie. En décembre 2022, la NSE s'est officiellement liée à sept autres marchés de capitaux différents en Afrique, couvrant 14 entreprises africaines. Ce mois-là, la NSE a également introduit « l'investissement fractionné » dans les actions kenyanes. Il a été rapporté le 6 décembre 2022 que les investisseurs étrangers négociant à la NSE avaient diminué de moitié en une semaine. À l'époque, les quatre plus grandes actions de la NSE en termes de capitalisation boursière étaient Safaricom, Equity Group, KCB et EABL.